# Margherita di Borbone-Clermont (1438-1483)
Margherita di Borbone (5 febbraio 1438 – Pont-d'Ain, 24 aprile 1483) fu una duchessa di Savoia.

## Origine
Margherita era figlia femmina primogenita del quinto duca di Borbone, quarto duca d'Alvernia, Conte di Clermont e conte di Forez, Carlo I e della moglie, Agnese di Borgogna.

## Biografia
Il 6 aprile 1472, a Moulins, Margherita divenne moglie del Conte di Bresse e Signore del Bugey, Filippo, figlio del secondo Duca di Savoia, primo Principe di Piemonte, conte d'Aosta, di Moriana e di Nizza, Ludovico di Savoia e di Anna di Lusignano o di Cipro; il contratto di matrimonio era di circa un anno prima, redatto il 6 gennaio 1471.
Margherita morì di tifo il 24 aprile 1483 nel castello di Pont-d'Ain e fu sepolta nel Monastero di Brou, a Bourg-en-Bresse.
Dopo essere rimasto vedovo, Filippo, nel 1485, sposò in seconde nozze Claudina di Brosse; poi nel 1496 divenne conte di Savoia col nome di Filippo II

## Figli
Margherita a Filippo diede tre figli:
- Luisa (Pont-d'Ain, 11 settembre 1476-Gâtinais, 22 settembre 1531), andata sposa a Carlo di Valois-Angoulême e divenuta madre del re di Francia, Francesco I[1];
- Filiberto (Pont-d'Ain, 10 aprile 1480-Pont d'Ain, 10 settembre 1504), duca di Savoia[1];

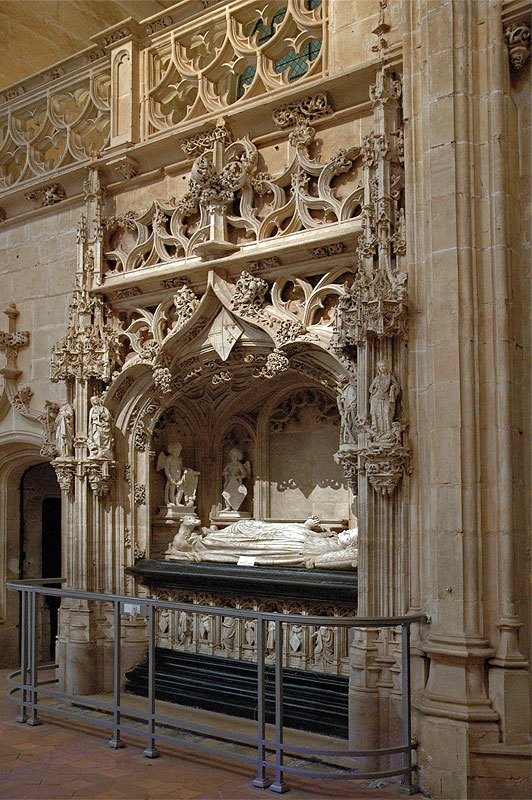
Tomba di Margherita di Borbone

- Girolamo (16 marzo 1478-1478).

## Ascendenza
|                                |                        |                              | Genitori                      |  |  | Nonni |  |  | Bisnonni            |  |  | Trisnonni           |  |
|                                |                        |                              |                               |  |  |       |  |  | Luigi II di Borbone |  |  | Pietro I di Borbone |  |
|                                |                        |                              |                               |  |  |       |  |  | Luigi II di Borbone |  |  | Pietro I di Borbone |  |
|                                |                        | Isabella di Valois           |                               |  |  |       |  |  | Luigi II di Borbone |  |  |                     |  |
| Giovanni I di Borbone          |                        |                              |                               |  |  |       |  |  | Luigi II di Borbone |  |  |                     |  |
|                                |                        | Anna di Forez                | Beraldo II delfino d'Alvernia |  |  |       |  |  |                     |  |  |                     |  |
|                                |                        | Anna di Forez                | Beraldo II delfino d'Alvernia |  |  |       |  |  |                     |  |  |                     |  |
|                                |                        | Anna di Forez                | Giovanna di Forez             |  |  |       |  |  |                     |  |  |                     |  |
| Carlo I di Borbone             |                        | Anna di Forez                |                               |  |  |       |  |  |                     |  |  |                     |  |
|                                |                        | Giovanni di Valois           | Giovanni II di Francia        |  |  |       |  |  |                     |  |  |                     |  |
|                                |                        | Giovanni di Valois           | Giovanni II di Francia        |  |  |       |  |  |                     |  |  |                     |  |
|                                |                        | Giovanni di Valois           | Bona di Lussemburgo           |  |  |       |  |  |                     |  |  |                     |  |
| Maria di Berry                 |                        | Giovanni di Valois           |                               |  |  |       |  |  |                     |  |  |                     |  |
|                                |                        | Giovanna d'Armagnac          | Giovanni I d'Armagnac         |  |  |       |  |  |                     |  |  |                     |  |
|                                |                        | Giovanna d'Armagnac          | Giovanni I d'Armagnac         |  |  |       |  |  |                     |  |  |                     |  |
|                                |                        | Giovanna d'Armagnac          | Beatrice di Clermont          |  |  |       |  |  |                     |  |  |                     |  |
| Margherita di Borbone-Clermont |                        | Giovanna d'Armagnac          |                               |  |  |       |  |  |                     |  |  |                     |  |
|                                | Filippo II di Borgogna | Giovanni II di Francia       |                               |  |  |       |  |  |                     |  |  |                     |  |
|                                | Filippo II di Borgogna | Giovanni II di Francia       |                               |  |  |       |  |  |                     |  |  |                     |  |
|                                | Filippo II di Borgogna | Bona di Lussemburgo          |                               |  |  |       |  |  |                     |  |  |                     |  |
| Giovanni di Borgogna           | Filippo II di Borgogna |                              |                               |  |  |       |  |  |                     |  |  |                     |  |
|                                |                        | Margherita III delle Fiandre | Luigi II di Fiandra           |  |  |       |  |  |                     |  |  |                     |  |
|                                |                        | Margherita III delle Fiandre | Luigi II di Fiandra           |  |  |       |  |  |                     |  |  |                     |  |
|                                |                        | Margherita III delle Fiandre | Margherita di Brabante        |  |  |       |  |  |                     |  |  |                     |  |
| Agnese di Borgogna             |                        | Margherita III delle Fiandre |                               |  |  |       |  |  |                     |  |  |                     |  |
|                                |                        | Alberto I di Baviera         | Ludovico il Bavaro            |  |  |       |  |  |                     |  |  |                     |  |
|                                |                        | Alberto I di Baviera         | Ludovico il Bavaro            |  |  |       |  |  |                     |  |  |                     |  |
|                                |                        | Alberto I di Baviera         | Margherita II di Hainaut      |  |  |       |  |  |                     |  |  |                     |  |
| Margherita di Baviera          |                        | Alberto I di Baviera         |                               |  |  |       |  |  |                     |  |  |                     |  |
|                                |                        | Margherita di Brieg          | Ludovico I il Giusto          |  |  |       |  |  |                     |  |  |                     |  |
|                                |                        | Margherita di Brieg          | Ludovico I il Giusto          |  |  |       |  |  |                     |  |  |                     |  |
|                                |                        | Margherita di Brieg          | Agnes di Głogów               |  |  |       |  |  |                     |  |  |                     |  |
|                                |                        | Margherita di Brieg          |                               |  |  |       |  |  |                     |  |  |                     |  |